# Tomorrow Comes Today
Tomorrow Comes Today fou el primer treball publicat pel grup virtual Gorillaz i es va llançar el 27 de novembre de 2000 al Regne Unit, i el 2002 als Estats Units. Estava format per quatre temes promocionals que posteriorment foren inclosos en el seu primer àlbum d'estudi excepte "12D3", que es va incloure en la compilació G-Sides. Hi ha inclòs un vídeo per la cançó que dona títol a l'EP, però finalment no va ser extreta com a senzill a diferència de "Rock the House". El director, Jamie Hewlett, va utilitzar aquest vídeo com a base per definir els quatre membres del grup i les respectives aparences.

## Llista de cançons
| 1.            | «Tomorrow Comes Today»         | 3:12  |
| 2.            | «Rock the House»               | 4:09  |
| 3.            | «Latin Simone»                 | 3:39  |
| 4.            | «12D3»                         | 3:24  |
| 5.            | «Tomorrow Comes Today» (vídeo) | 3:23  |
| Durada total: | Durada total:                  | 17:47 |

| 1.            | «Tomorrow Comes Today»         | 3:12  |
| 2.            | «Film Music»                   | 3:05  |
| 3.            | «Tomorrow Dub»                 | 5:30  |
| 4.            | «Tomorrow Comes Today» (vídeo) | 3:23  |
| Durada total: | Durada total:                  | 15:10 |

| 1.            | «Tomorrow Comes Today» (vídeo DVD) | 3:15  |
| 2.            | «Film Music»                       | 3:05  |
| 3.            | «Tomorrow Dub»                     | 5:30  |
| 4.            | «Jump the Gut Pt. 1»               | 0:30  |
| 5.            | «Jump the Gut Pt. 2»               | 0:30  |
| Durada total: | Durada total:                      | 12:50 |

| 1.            | «Tomorrow Comes Today»    | 3:12  |
| 2.            | «Film Music (Mode Remix)» | 3:05  |
| 3.            | «Tomorrow Dub»            | 5:30  |
| Durada total: | Durada total:             | 1q:47 |